# Phorotrophus nigromaculatus
Phorotrophus nigromaculatus là một loài tò vò trong họ Ichneumonidae.